# Cratere Retno
Retno  è un cratere sulla superficie di Venere.